# Burg Schnaitberg
Die Burg Schnaitberg ist eine abgegangene Burg im Ortsteil Schnaitberg der Gemeinde Essingen im Ostalbkreis in Baden-Württemberg.

## Geschichte

Wappen der Herren von Schnaitberg nach Gustav Adelbert Seyler (Neuer Siebmacher (1911))

Die Burg war der Stammsitz der Herren von Schnaitberg, die verwandt mit den Herren von Roden waren. Sie waren Ministeriale der Grafen von Dillingen. 
Erstmals erwähnt wird die Familie von Schnaitberg im Jahre 1286. Im Jahre 1330 werden Eberhard und Ulrich von Schnaitberg, Söhne eines Renhart von Schnaitberg genannt. Diese standen unter Vormundschaft ihres Onkels Johannes Holzwart, genannt von Bittenfeld. Dies weist darauf hin, dass das Geschlecht verwandtschaftliche Beziehungen im Raum Waiblingen hatte. Ulrich von Schnaitberg taucht 1336 Zeuge in einer Lorcher Urkunde neben Albrecht und Friedrich von Schnaitberg auf. Ein Dietrich von Schnaitberg erscheint im Zeitraum von 1349 bis 1362.
Ab 1362 teilte sich das Geschlecht in zwei verschiedene Linien, von denen eine im Dorf Essingen wohnte. Andere Schnaitberger waren um 1416 als Bürger in Schwäbisch Gmünd aufgenommen worden, andere wiederum waren später (1475) in Heubach ansässig. Die Burg Schnaitberg dürfte also schon im 14. Jahrhundert an Bedeutung verloren haben.
Im Jahr 1473 war die Stammburg im Besitz der Herren von Horkheim. Der letzte urkundlich fassbare Schnaitberger, Jörg von Schnaytberg, wohnhaft zu Löwenstein, trat 1480 seine Güter an Reinhard von Woellwarth ab.  
1534 wurde die mittlerweile abgegangene Burg, von der noch Gebäu und Mauern vorhanden waren, an die Stadt Aalen verkauft.